# クレスタI型巡洋艦
クレスタI型ミサイル巡洋艦（英語: Kresta-I class guided missile cruiser）は、ソ連海軍・ロシア海軍が運用していた大型対潜艦・ミサイル巡洋艦の艦級に対して付与されたNATOコードネーム。ソ連海軍での正式名は1134型ミサイル巡洋艦（ロシア語: Ракетные крейсера проекта 1134）、計画名は「ベルクート」（露: «Беркут»、イヌワシの意）であった。
1960年代末に4隻が建造され、1990年代中盤まで運用されていた。従来の対水上戦重視のソ連水上戦闘艦とは一線を画する、対潜戦重視の大型対潜艦への端緒となった艦級であるが、主兵装として予定されていた対潜ミサイルなどが間に合わなかったために4隻が建造されるに留まり、これらの予定兵装を搭載した改良型の1134A型（クレスタII型）に移行した。

## 来歴
冷戦構造の成立当初、ソ連海軍は西側の空母機動部隊の侵入阻止を主任務として構想していた。しかし1960年代に入って、アメリカ海軍の潜水艦発射弾道ミサイル搭載原子力潜水艦（SSBN）の配備が進展したことを受け、これへの対抗策が急務となった。1961年12月30日、ソ連共産党政治局およびソビエト連邦閣僚会議は、第1180号-510議決により、従来のソ連海軍で採択されてきた対水上・対地火力投射というドクトリンを廃し、かわって対潜戦を重視することを決定した。これを受け、政府は「1134型艦の建造計画」を承認した。
当時、ソ連海軍では、空母機動部隊などに対水上戦を挑むため、長射程の対艦ミサイルを主兵装とする58型ミサイル巡洋艦（キンダ型）の配備を進めていたことから、海軍艦政局は、同型をベースとした防空・対潜艦の技術案作成を要求した。これを受け、第35中央設計局のアニケエフ主任設計官は、58型の船体を拡張した設計によってこれに答えることとした。1962年夏、第35中央設計局は1134型の技術案を完成し、1963年1月、政府と海軍の承認を受けた。

## 設計
上記の通り、本型の設計はおおむね、先行する58型を拡張したものとなっており、船型も長船首楼型が踏襲された。ただし船体の大型化に伴って上部構造物は縮小され、耐航性は向上した。フィンスタビライザーを作動させずともシー・ステート5まで兵装の使用が可能であり、また作動させた場合にはシー・ステート6まで可能とされていた。船体の全長にわたって二重底が設けられ、また船体は3区画までの浸水に抗堪することができた。なお、58型では、設計の最終段階で艦尾にヘリコプター甲板を追加したものの、航空艤装は比較的限定的であったのに対し、本型では艦型が拡大されたことから格納庫なども設置され、より本格的な航空運用能力を備えている。
一方、要求速力が32ノットに抑えられたこともあり、主機構成はおおむね58型のものが踏襲されており、ボイラーの蒸気性状および蒸気タービンの形式は同一となっている。発電機はタービン発電機2基とディーゼル発電機4基で、これらは均等に2つの区画に分散配置された。

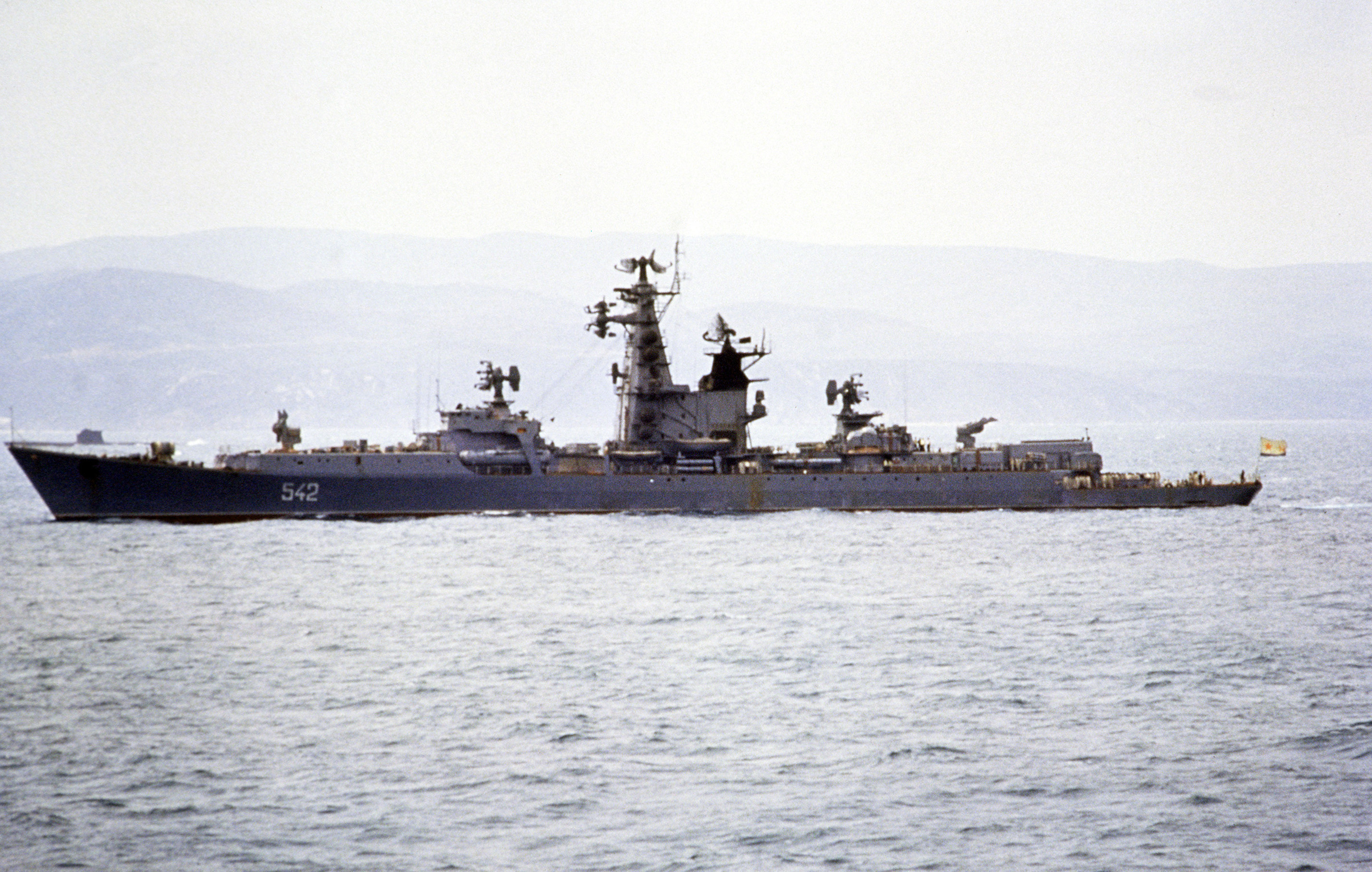
外観。
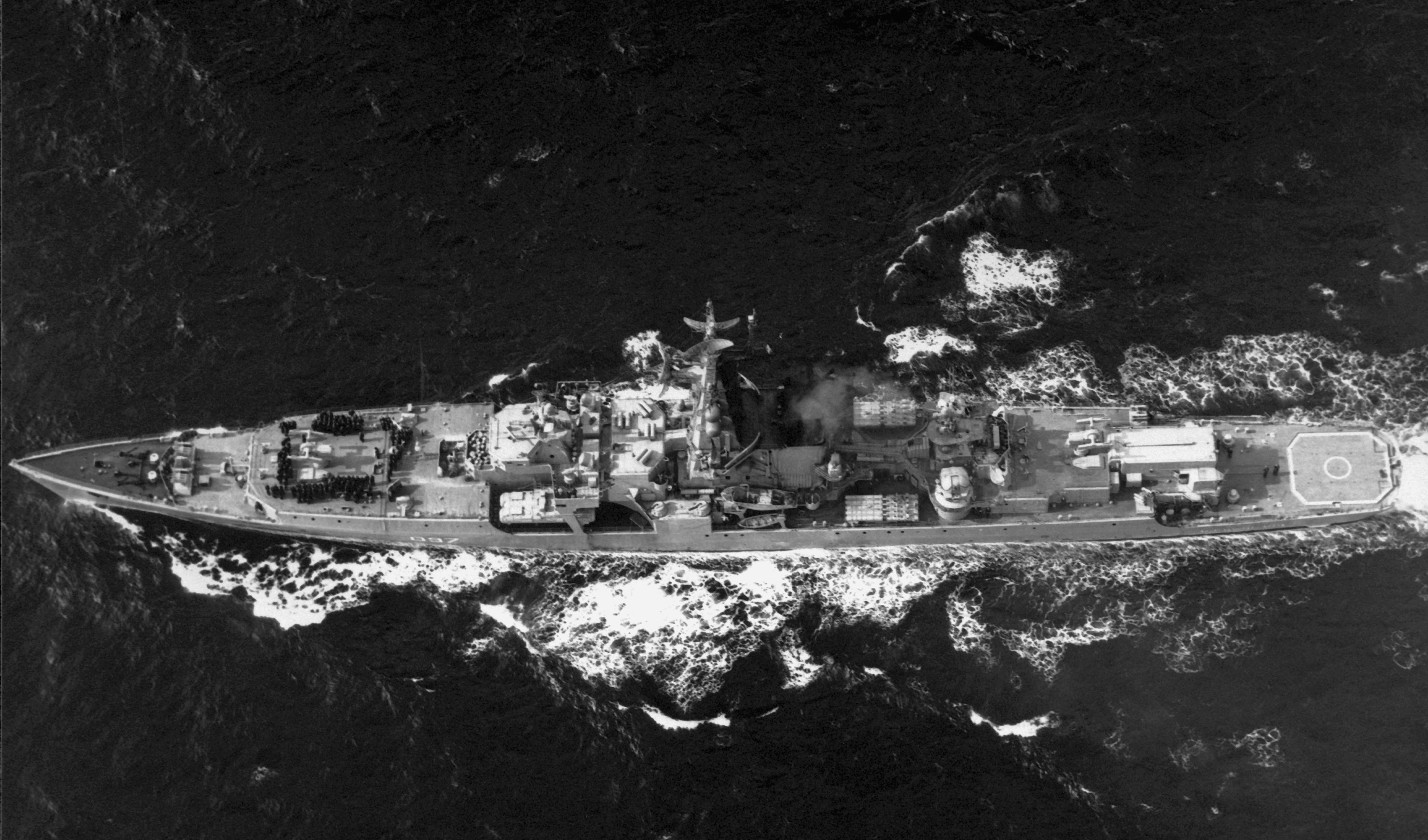
本級の武装配置が良く判る写真。

## 装備

### センサー
長距離用の対空捜索レーダーとしてMR-500「クリーヴェル」、対空・対水上捜索用の3次元レーダーとしてMR-310「アンガラーA」が搭載されている。
一方、ソナーとしては、当初予定されていた新世代のMG-332「チタン2」（NATO名「ブル・ノーズ」）の開発が間に合わなかったことから、捜索用のMG-312M(I) 「チタン」、攻撃用のMG-311「ヴィチェグダ」（NATO名「ウルフ・パウ」）を組み合わせて搭載している。

### 武器システム
来歴で述べたとおり、本型は元来、防空・対潜艦として計画されていたことから、新世代のM-11「シュトルム」（SA-N-3）艦対空ミサイル（SAM）とURPK-3「メテル」（SS-N-14）対潜ミサイル（SUM）を搭載する予定であった。しかしこれらはいずれも開発が遅延したことから、M-11のかわりに一世代前のSAMであるM-1「ヴォルナ」（SA-N-1）が、またURPK-3のかわりにP-35「プログレス」（SS-N-3）艦対艦ミサイルと、いずれも58型を踏襲した装備が施されることとなった。
M-1については、ミサイル弾庫の容量を32発に拡張した新型のZIF-102発射機が搭載されている。ミサイル射撃指揮装置（GMFCS）としては4R-90「ヤタガン」が2セット搭載されるが、これは当初、使用周波数を1セットしか持たなかったため、実質的な同時対処目標数は1つであった。また当初使用されていたV-600型ミサイルと組み合わせた場合、射程が長くなればなるほど精度が顕著に低下したことから、1972年までにミサイルがV-601型に更新されるとともに、GMFCSも近代化された。
艦橋の左右に、P-35を搭載する「КТ-35」連装発射機2基を搭載している。前級と比べて船体に余裕ができたことで、ヘリコプター2機を格納できる格納庫が設置された。

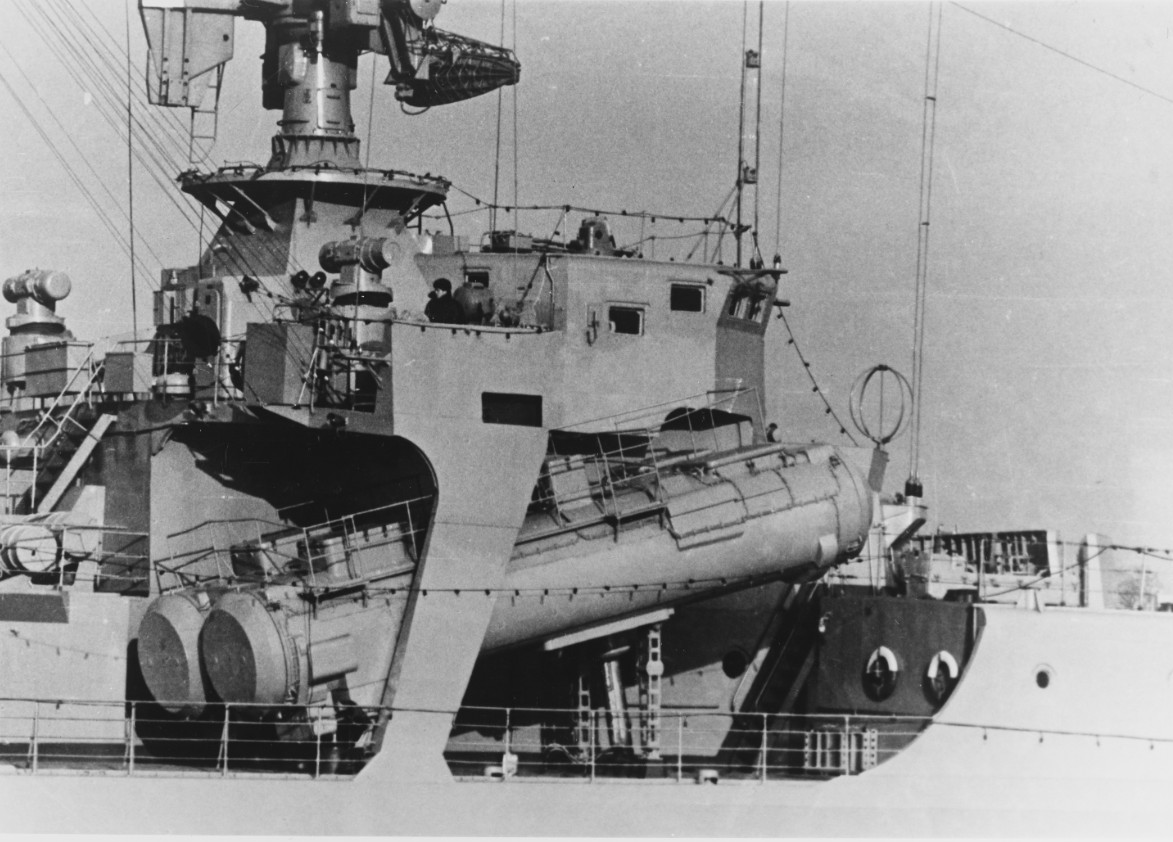
艦橋側面のミサイル発射機

対潜兵器としては、上記の通り当初予定のURPK-3対潜ミサイルの搭載は断念されたことから、対潜ロケット砲（RBU-6000およびRBU-1000）と魚雷発射管が用いられる。対潜ロケット砲は、いずれもブリャ1134型水中攻撃指揮装置（UBFCS）の管制を受けている。魚雷発射管としては、1963年に制式化されたPTA-53-1134型 5連装533mm発射管が2基搭載されている。搭載魚雷は、対潜用のSET-65型に加えて、対艦ミサイルの減少による対水上火力の弱体化を補うため、対艦用の53-65型も搭載されるようになった。
高角砲としては新型のAK-725 57mm連装速射砲が搭載されたが、その性能は限定的であった。このことから、AK-230 30mm連装機銃、のちにはAK-630 30mm 6銃身機銃も同時に搭載された。なお57mm連装砲はMR-103「バルス」砲射撃指揮装置による管制を受けた。
なお本型は、ヘリコプターを常時搭載する初の水上戦闘艦である。艦載機としては、哨戒型のKa-25PL、または対艦ミサイルの誘導用のKa-25Tsが1機搭載される。

## 同型艦
本型はいずれも、レニングラードの第190造船所で建造されている。当初は10隻の建造が計画されていたが、4隻が建造された段階で、当初計画されていたSAMやSUMなどの新装備の実用化の目処が立ったことから、これらを搭載した改良型の1134A型（クレスタII型）に移行した。
計画当初、艦種は防空・対潜艦（корабли ПВО-ПЛО）とされていたが、建造途上の1966年に大型対潜艦（BPK）が新設されるとこちらに類別変更された。しかし本型は、上記の経緯により、対潜兵器というよりは対艦兵器を主兵装としていたこともあり、より本格的な対潜兵器を備えた第2世代の大型対潜艦の増勢に伴って、1977年8月には、58型 (キンダ型)と同じミサイル巡洋艦（RKR）に類別変更された。
| #     | 艦名                                                    | 起工            | 進水            | 竣工            | 配属                     | 除籍            | その後                                     |
| ----- | ------------------------------------------------------- | --------------- | --------------- | --------------- | ------------------------ | --------------- | ------------------------------------------ |
| S-791 | アドミラール・ゾズーリャ «Адмирал Зозуля»               | 1964年 7月26日  | 1965年 10月17日 | 1967年 10月8日  | 北方艦隊 →バルチック艦隊 | 1994年 12月15日 | 解体                                       |
| S-792 | ウラジオストク «Владивосток»                            | 1964年 12月24日 | 1966年 8月1日   | 1969年 8月1日   | 北方艦隊 →太平洋艦隊     | 1991年 1月1日   | オーストラリアへスクラップとして売却・解体 |
| S-793 | ヴィツェ＝アドミラール・ドロースト «Вице-Адмирал Дрозд» | 1965年 10月26日 | 1966年 11月18日 | 1968年 12月27日 | 北方艦隊                 | 1990年 7月1日   | インドへスクラップとして売却、曳航中に沈没 |
| S-794 | セヴァストーポリ «Севастополь»                          | 1966年 6月8日   | 1967年 4月28日  | 1969年 9月25日  | 北方艦隊 →太平洋艦隊     | 1989年 12月15日 | インドにスクラップとして売却・解体         |